# Llanuras de San Agustín
Las Llanuras de San Agustín (en inglés: Plains of San Agustin) se encuentran en el suroeste del estado de Nuevo México, EE. UU., en la cuenca de San Agustín, al sur de ese país. Están ubicadas en los condados de Catron y Socorro, a unas 50 millas (80 kilómetros) al oeste de la ciudad de Socorro y unos 25 kilómetros al norte de Reserve. Las llanuras que se extienden de noreste a suroeste, tienen una longitud de cerca de 55 millas (88 km) y una anchura que varía entre 5 y 15 millas (8-24 kilómetros). La cuenca está limitada al sur por las montañas de Luera y el Monte Pelona (Puntos extremos de la Cordillera Negra o Black Range), en el oeste por la Cordillera de Tularosa, por el norte con las Montañas de Mangas, Crosby, Datil, y Gallinas, y al este con las Montañas de San Mateo.